# Qualia Under the Snow
Qualia Under the Snow (雪の下のクオリア?, Yuki no shita no qualia) è un manga shōnen'ai scritto e disegnato da Kii Kanna, serializzato dal 2014 al 2016 sulla rivista giapponese Craft e successivamente raccolto in un unico volume. Un'edizione in lingua italiana è stata distribuita da Flashbook Edizioni.

## Trama
Akio Kobayashi e Umi Ohashi sono due studenti universitari che alloggiano nello stesso vecchio complesso studentesco. Akio, etero dalle maniere schive, preferisce "stare" alla presenza delle piante rispetto a quella delle persone. Ohashi, omosessuale rubacuori, sembra prendere tutto in maniera superficiale, in particolar modo i sentimenti delle altre persone. Risulta sempre in cerca di un partner diverso e non ha più di un rapporto con lo stesso uomo. Un giorno i due ragazzi si conoscono e incominciano una contrastata amicizia che farà emergere le loro debolezze e il loro passato permettendogli di maturare.

## Pubblicazione
| Nº | Data di prima pubblicazione | Data di prima pubblicazione | Data di prima pubblicazione | Data di prima pubblicazione |
| Nº | Giapponese                  | Giapponese                  | Italiano                    | Italiano                    |
| -- | --------------------------- | --------------------------- | --------------------------- | --------------------------- |
| 1  | 27 aprile 2016              | ISBN 978-4813031147         | 13 luglio 2018              | ISBN 978-8861696396         |